# Hartmann von Heldrungen
Hartmann von Heldrungen (° date inconnue, † 19 août 1282 ou 1283) est le onzième grand maître de l'ordre Teutonique (1273-1282).

## Biographie
Von Heldrungen est un chevalier d'Empire de la région de Thuringe lorsqu'avec son frère Hermann von Heldrungen, il rejoint l'ordre Teutonique entre 1234 et 1237.
En 1238, il devient commandeur de la Saxe. Il prend part aux négociations diplomatiques avec les chevaliers Porte-Glaive quand ceux-ci rejoignent l'ordre Teutonique. Il est soutenu par les grands maîtres successifs et progresse rapidement au sein de l'Ordre. Entre 1261 et 1266, il est grand commandeur, second dans la hiérarchie, après le grand maître Anno von Sangershausen.
Von Heldrungen devient le onzième grand maître de l'ordre Teutonique au cours de l'été 1273. Son magistère est marqué par une paix relative au sein de l'Ordre et il encourage la colonisation de la Prusse et de la Livonie. Il obtient de l'Empire la cession de nombreux territoires en Poméranie.

## Sources
- (en) Cet article est partiellement ou en totalité issu de l’article de Wikipédia en anglais intitulé « Hartmann von Heldrungen » (voir la liste des auteurs).